# Beli Kamen (Prokuplje)
Pour les articles homonymes, voir Beli Kamen.
Beli Kamen (en serbe cyrillique : Бели Камен) est un village de Serbie situé dans la municipalité de Prokuplje, district de Toplica. Au recensement de 2011, il comptait 17 habitants.

## Démographie
| 1948 | 1953 | 1961 | 1971 | 1981 | 1991 | 2002 | 2011 |
| ---- | ---- | ---- | ---- | ---- | ---- | ---- | ---- |
| 111  | 155  | 111  | 83   | 70   | 21   | 27   | 17   |

|  |